# Uringsbådan
Uringsbådan är ett skär i Åland (Finland). Det ligger i Ålands hav eller Skärgårdshavet och i kommunen Lemland i landskapet Åland, i den sydvästra delen av landet. Öarna ligger nära Mariehamn och omkring 280 kilometer väster om Helsingfors.
Öns area är 2,5 hektar och dess största längd är 260 meter i sydöst-nordvästlig riktning. Närmaste större samhälle är Mariehamn, 8,9 km norr om Uringsbådan.